# OMON
OMON (tiếng Nga: ОМОН—отряд милиции особого назначения, otryad militsii osobogo naznacheniya, Đơn vị lực lượng cảnh sát đặc nhiệm) là một hệ thống đơn vị cảnh sát đặc nhiệm của Politsya trực thuộc Bộ Quốc phòng Nga, trước đây là Bộ Nội vụ Liên Xô và Bộ Nội vụ Nga. Đơn vị này được thành lập như là một lực lượng đặc biệt của Militsiya Liên Xô năm 1988, và sau đó đóng vai trò chính trong một số cuộc xung đột vũ trang trong và sau sự kiện Liên Xô tan rã. OMON có quy mô lớn hơn và khét tiếng hơn SOBR, một chi nhánh cảnh sát đặc biệt khác của Bộ Quốc phòng Nga. Trong bối cảnh hiện đại, OMON được sử dụng nhiều hơn như cảnh sát chống bạo động, hoặc như một lực lượng hiến binh- bán quân sự. Các đơn vị OMON cũng tồn tại ở Belarus, Kazakhstan, Tajikistan và các quốc gia hậu Xô viết khác. Tuy nhiên, một số đơn vị hậu Xô viết đã thay đổi tên và từ viết tắt. Cảnh sát thuộc OMON thường được gọi là Omonovtsy. Vào ngày 5 tháng 4 năm 2016, OMON trở thành một phần của Bộ Quốc phòng mới được thành lập của Liên bang Nga, kết thúc những năm tháng tồn tại như một phần của Bộ Nội vụ.